# Schloss Anberg
Das Schloss am Anberg, auch Schloss „am Manberge“ genannt, ist eine von zwei abgegangenen mittelalterlichen Burgen in Uttrichshausen, dem ältesten Ortsteil der Gemeinde Kalbach im Landkreis Fulda in Hessen.

## Lage
Die Burganlage befand sich, getrennt durch das Schmittwasser, etwa hundert Meter südöstlich der älteren Burg Uttrichshausen in Richtung Motten im heutigen Siedlungsbereich Anberg.

## Geschichte
Die Anlage ist vermutlich etwas später wie die Wasserburg errichtet worden und wird auf Karten, in Flurnamen und im Volksmund als „Schloss“ bezeichnet. Das Schloss in "Ottershausen" tritt namentlich erstmals in einer Urkunde vom Vergleich Fritz von Huttens mit seiner Mutter Else von Schenkenwald, geborene von Haun, im Jahre 1392 als Lehensnehmer des Klosters Fulda auf. Der letzte adelige Lehensnehmer des Schlosses und seinen Besitzungen war Johann Martin von Schleiffras, Fürstlich Fuldischer Geheimrat und Oberjägermeister und Bruder des Fuldaer Fürstabts Adalbert von Schleiffras, der es 1712 erworben hatte. 1729 kaufte der Fuldaer Fürstabt Adolf von Dalberg von den Schleiffras Erben das Schloss zurück und setzte in dem letzten, dem Fuldaer Hochstift verbliebenen Besitz, einen Verwalter ein. Im Jahre 1811 konnten die Katholiken von Uttrichshausen erstmals wieder offiziell den Gottesdienst in der Schlosskirche besuchen. Vordem war der Anbau des alten Schlosses unter Federführung des Baumeisters und Architekten Clemens Wenzeslaus Coudray umgebaut worden. Die Benedizierung der Kapelle erfolgte zu Ehren des Heiligen Karl von Borromäus, den Namenspatron des Landesherrn Carl von Dalberg, der eine größere Summe stiftete. Späterhin fungiert der Heilige Karl als zweiter Kirchenpatron. Im Schlossgebäude brachte man auch die katholische Schule mit Lehrerwohnung unter. 1856/1857 erfolgte eine Restaurierung des alten Schlosses, bis es schließlich wegen schlechtem baulichen Zustand und Platznot mit ihrer Kirche 1953 abgerissen und mit dem Material die alten Kelleranlagen verfüllt wurde. An seiner Stelle steht heute die neue katholische Pfarrkirche St. Bonifatius mit dem Pfarrhaus. Von der ehemaligen Burganlage haben sich außer den vielen urkundlichen Zeugnissen nur noch die aufgefüllten Schlosskeller erhalten.